# Doramaria Purschian

Doramaria Purschian, ca. 1910

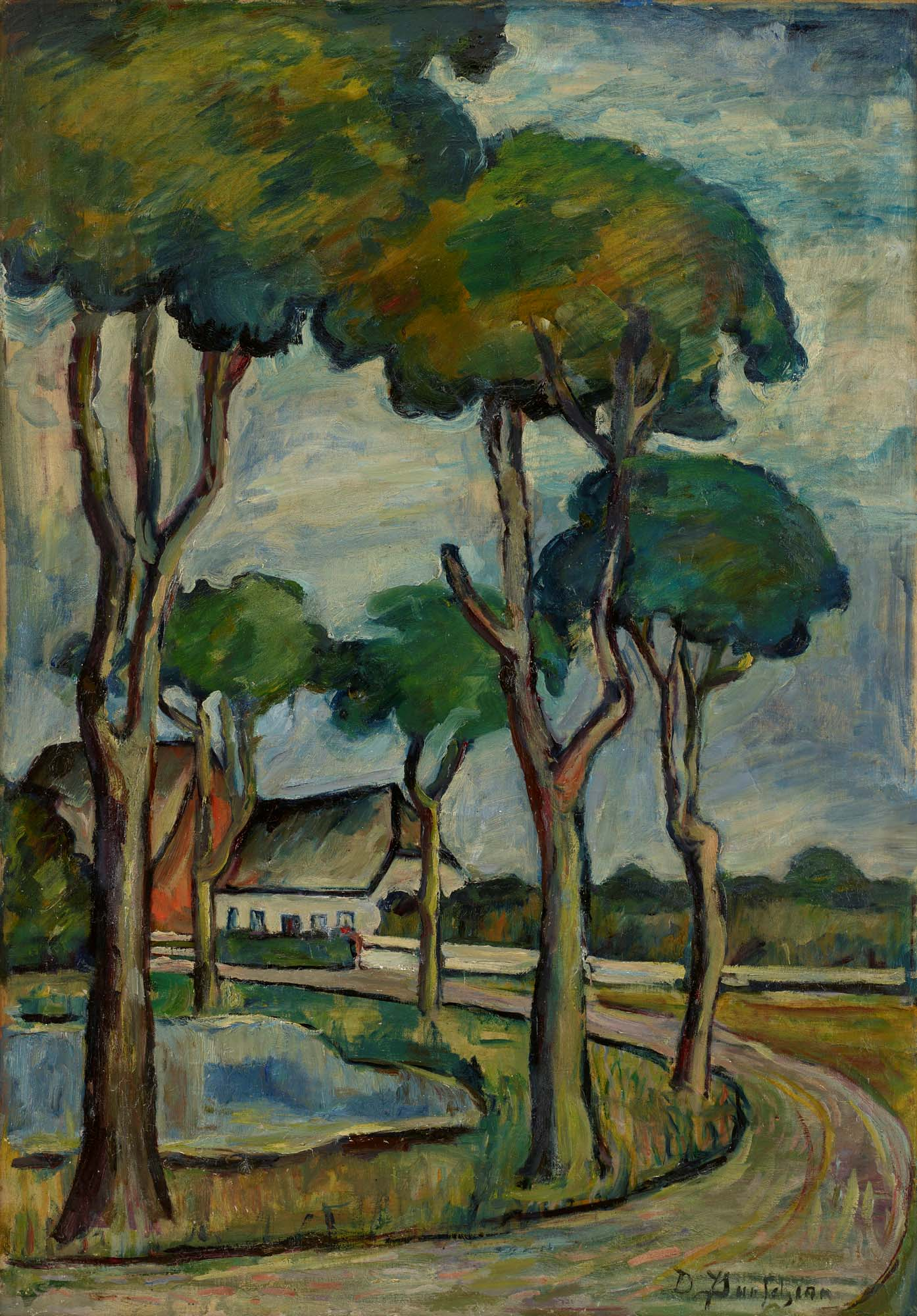
Bäume mit Bauernhaus

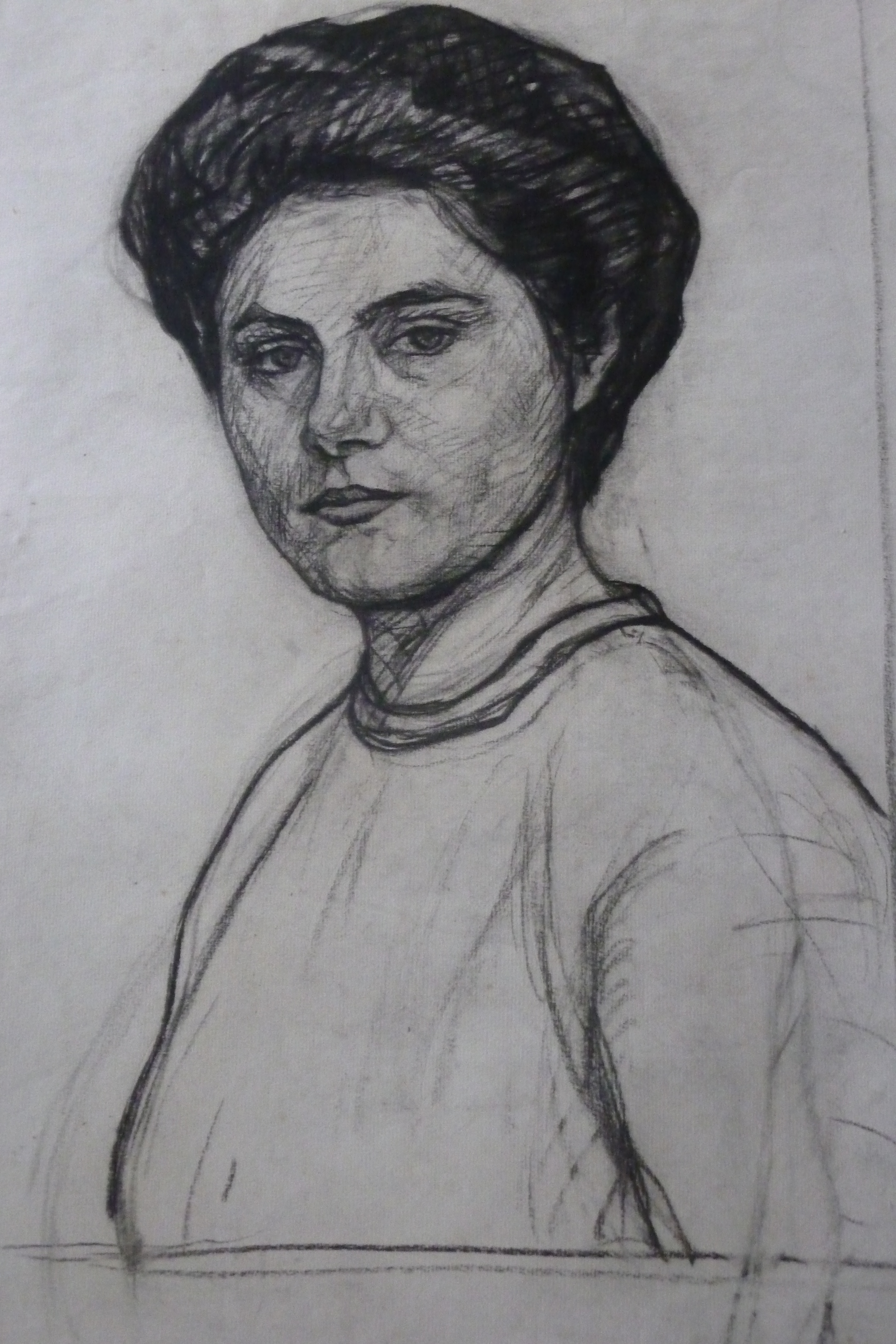
Purschian Selbstporträt

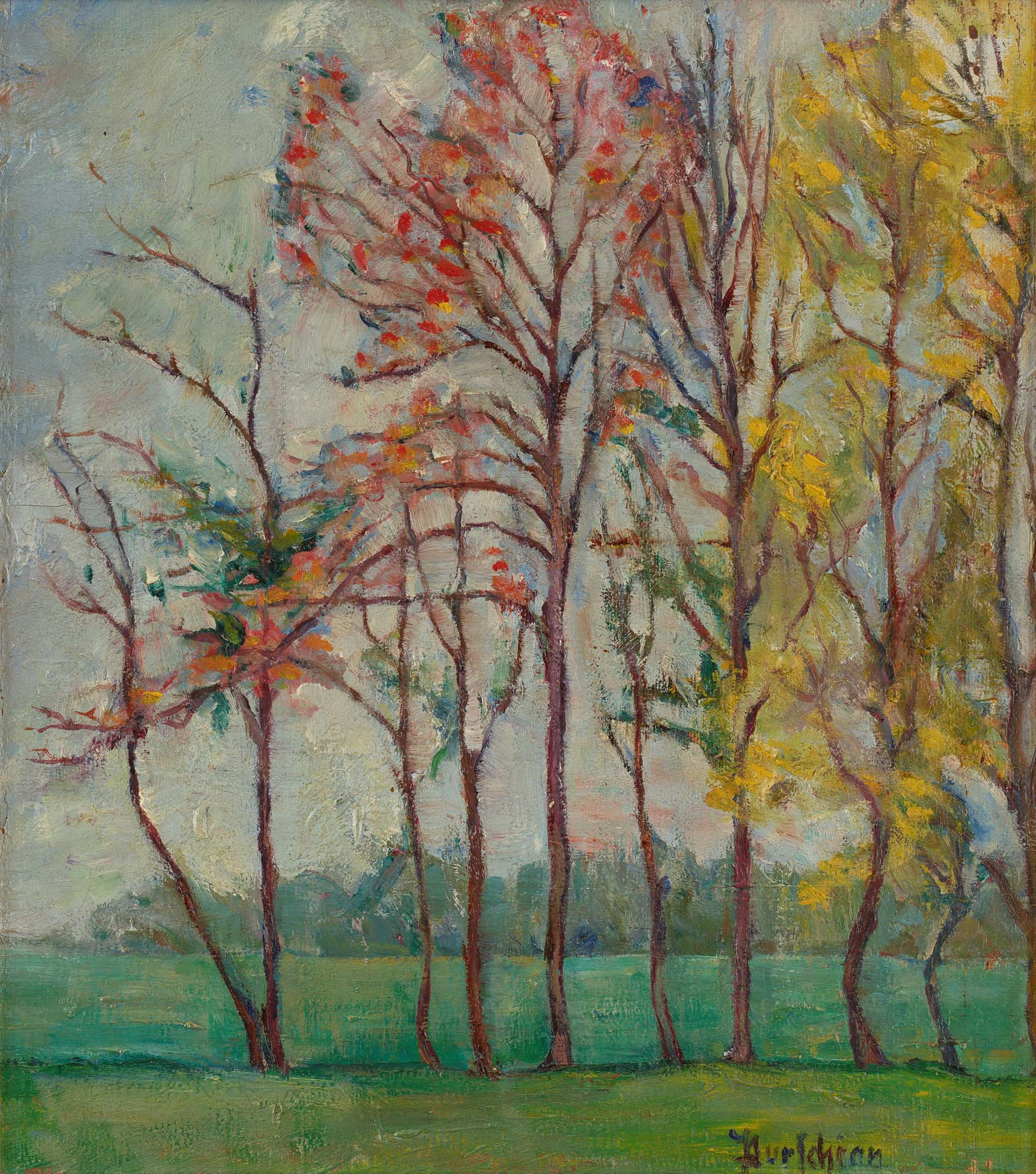
Herbstbäume

Doramaria Purschian, auch Dora Purschian, (* 6. Juli 1890 in Berlin als Ella Margaretha Maria Dora Purschian; † 11. Juli 1972 in Berlin) war eine deutsche Grafikerin und Kunstmalerin, die vor allem Porträts in Öl malte.

## Leben
Purschian war die Tochter des Ingenieurs Ernst Purschian und seiner Ehefrau Gabriela. Sie besuchte von 1907 bis 1909 die Königliche Kunstschule (Zeichenlehrerseminar) in Berlin. Bemerkenswert ist, dass sie damit eine der ersten Frauen war, die eine Ausbildung in der Bildenden Kunst absolvieren konnte, was zu der Zeit äußerst umstritten war. Die staatliche Berliner Kunstakademie nahm erst 1919 Frauen als Studentinnen auf. Im Jahr 1909 bestand sie das Examen als Zeichenlehrerin. Bis 1912 setzte sie ihre Ausbildung zur Malerin als Schülerin von Fritz Burger und Lovis Corinth fort. Bereits ihre erste Einzelausstellung im Jahr 1918 im Roemer- und Pelizaeus-Museum Hildesheim brachte ihr erste Erfolge.
Während des Ersten Weltkrieges war sie Rot-Kreuz-Schwester. Danach war sie bis 1930 freiberuflich als Porträtmalerin tätig. Im Jahr 1939 verstarb ihr Bruder Frank, und Purschian übernahm die Leitung der Heizungsfirma ihres Bruders, die dieser seit dem Tod des Vaters geleitet hatte. In den Unterlagen der Reichskammer für bildende Künste wird sie als gute Portraitistin und Kindermalerin (Leistungsgruppe B) beschrieben.
Doramaria Purschian verlebte in den Jahren 1915 bis 1918 jeweils einige Tage in Otterndorf. Otterndorf ist eine niedersächsische Kleinstadt, die an der Elbmündung liegt. Die Tage verbrachte sie zusammen mit den Malerinnen Hildegard Pohle (* 15. August 1880 in Berlin) und Margarete Dieckhoff (* 21. Oktober 1876 in Berlin). Beide Malerinnen waren Mitglieder im VdBK.
Nach dem Zweiten Weltkrieg sind die Verleihung des „Mention Speciale“ anlässlich der 2nd Exhibition of European Painters in the U.S.A. in New York 1969 sowie ihre Ernennung zum Ehrenmitglied der Kunstakademie in Rom hervorzuheben. Weitere Ausstellungen folgten, so 1947 in der Kunstschau Zehlendorfer Künstler und im Schering Kunstverein 1981. Von 1929/30 bis 1961 war sie Mitglied im Verein der Berliner Künstlerinnen 1867 e.V. Seit 1946 gehörte sie dem Berufsverband Bildender Künstler Berlins an.
Im Jahr 1949 wurde das Schaffen Doramaria Purschians durch die schweren gesundheitlichen Folgen eines brutalen Raubüberfalles der „Gladow-Bande“ unterbrochen. Von diesem Überfall hat sie sich nicht mehr erholt. 1972 starb Doramaria Purschian in Berlin. Ihre letzte Ruhestätte fand sie auf dem alten Teil des Parkfriedhofs in Berlin-Lichterfelde.

## Einzelausstellung
- 1918 Roemer- und Pelizaeus-Museum Hildesheim
- 1981 Schering Kunstverein Berlin 1981: Zeichnungen, Aquarelle, Ölbilder

## Gruppenausstellungen
- Juryfreie Kunstschau, Berlin 1925: Malerei, Plastik, Gartenkunst, Ausstellungsgebäude am Lehrter Bahnhof (Zwei Werke: Herbst, Selbstporträt; Katalog)[5]
- Juryfreie Kunstausstellung 1953, 1954, 1955, 1963
- Kunstschau Zehlendorfer Künstler 1947, 1948, 1953
- Große Berliner Kunstausstellung 1928, 1932, 1933, 1957, 1958, 1964, Ausstellungshallen am Funkturm
- 2nd Exhibition of European Painters in the U.S.A. New York 1969 Waldorf-Astoria (Auszeichnung „Mention Speciale“ in der Kategorie „Composition Pòtique“)
- Grand Prix de New-York 1969 in Nizza
- VdBK-Ausstellungen 1928/1929, 1929, 1934, 1937, 1942, 1954: Landschaft, Menschen[3]
- Freie Berliner Kunstausstellungen 1971 (1 Werk: Institut für Kristallographie)  /  1972 (1 Werk: Strelizie)
- Galerie Nierendorf  1934 Berlin Frühjahrsausstellung Verein Künstlerinnen zu Berlin
- VdBK Ausstellung 2016/2017 in Berlin[6]
- Museum der Havelländischen Malerkolonie Ferch: Figurative Malerei: Bildnisse und Genreszenen (November 2017 – April 2018)[7]
- Schloss Biesdorf Ausstellungen  aktuell 2019 Klasse Damen
- Heimatmuseum Zehlendorf „Die Fräuleins an der Staffelei – Drei fast vergessene Zehlendorfer Malerinnen“ April bis September 2024
- Zehlendorfer Heimatbrief April 2024 Titelthema, Heimatmuseum Zehlendorf
- Sonderausstellung des Heimatmuseums Zehlendorf
- Stadtrand Nachrichten Ausstellung im Heimatmuseum Zehlendorf

## Werke
- Siehe Weblinks Commons